# Pillow Book
Pillow Book (ang. The Pillow Book) – dramat filmowy z 1996 roku w reżyserii Petera Greenawaya, zrealizowany w międzynarodowej koprodukcji. 

## Zarys fabuły
Tematem The Pillow Book są losy dziewczyny Nagiko (Vivian Wu), która w trakcie dzieciństwa spostrzegła ukradkiem, jak jej ojciec świadczył usługi seksualne swojemu pracodawcy. Nagiko postanawia zemścić się na owym pracodawcy. Przedtem wdaje się w liczne romanse z mężczyznami, którym nakazuje, by malowali jej ciało kaligraficznym pismem, tak jak jej rodzice robili przed laty. Uzupełnienie fabuły Pillow Book stanowią cytaty z Zapisków spod wezgłowia Sei Shōnagon, których treść pokrywa się z losami Nagiko.

## Odbiór
Pillow Book spotkała się z pozytywnymi recenzjami krytyków; Keith Phipps z A.V. Club stwierdził, że po wyjątkowo mrocznym Dzieciątku z Macon Greenaway „nakręcił zaskakująco ludzki, satysfakcjonujący film”. Jak pisał Richard Corliss na łamach „Time”, film składa się z „historii wewnątrz historii, obrazów wewnątrz obrazów [...]. Seks jest sztuką wizualną, twierdzi Greenaway, a pisanie jest sprawą życia i śmierci”.